# James Wisniewski
Pour les articles homonymes, voir Wisniewski.
James Wisniewski (né le 21 février 1984 à Canton, dans le Michigan aux États-Unis) est un joueur professionnel américain de hockey sur glace qui évoluait au poste de défenseur.

## Carrière
Défenseur, il a été repêché au 5e tour, 156e au total par les Blackhawks de Chicago au repêchage d'entrée de 2002. Il a été acquis des Islanders de New York par les Canadiens de Montréal dans une transaction le 28 décembre 2010, En retour, les Canadiens de Montréal a cédé un choix compensatoire de deuxième ronde en 2011 ainsi qu'un choix conditionnel de cinquième ronde en 2012. À son deuxième match avec les Canadiens de Montréal, il marque 2 buts dont le but de la victoire en prolongation contre les Panthers de la Floride. Le 1er juillet 2011, il signe un contrat de six ans avec les Blue Jackets de Columbus.
Le 2 mars 2015, il est échangé aux Ducks d'Anaheim contre l’attaquant William Karlsson, un choix de deuxième ronde au repêchage de 2015, de même que l’attaquant René Bourque. Le 27 juin 2015, il est échangé aux Hurricanes de la Caroline contre Anton Khoudobine.
À son premier match durant la saison 2015-2016, que 47 secondes après le début de la partie, il se blesse et manque le reste de la saison. Le 30 juin 2016, les Hurricanes décident de racheter son contrat.

## Parenté dans le sport
Il est le neveu du joueur de hockey de la LNH, Billy Dea.

## Statistiques
| Saison     | Équipe                    | Ligue      |     | Saison régulière | Saison régulière | Saison régulière | Saison régulière | Saison régulière |   | Séries éliminatoires | Séries éliminatoires | Séries éliminatoires | Séries éliminatoires | Séries éliminatoires |
| Saison     | Équipe                    | Ligue      | PJ  | B                | A                | Pts              | Pun              | PJ               | B | A                    | Pts                  | Pun                  |                      |                      |
| 1999-2000  | Ambassadors de Compuware  | NAHL       | 50  | 5                | 11               | 16               | 67               | -                | - | -                    | -                    | -                    |                      |                      |
| 2000-2001  | Whalers de Plymouth       | LHO        | 53  | 6                | 23               | 29               | 72               | 19               | 3 | 10                   | 13                   | 34                   |                      |                      |
| 2001-2002  | Whalers de Plymouth       | LHO        | 62  | 11               | 25               | 36               | 100              | 6                | 1 | 2                    | 3                    | 6                    |                      |                      |
| 2002-2003  | Whalers de Plymouth       | LHO        | 52  | 18               | 34               | 52               | 60               | 18               | 2 | 10                   | 12                   | 14                   |                      |                      |
| 2003-2004  | Whalers de Plymouth       | LHO        | 50  | 17               | 53               | 70               | 63               | 9                | 3 | 7                    | 10                   | 8                    |                      |                      |
| 2004-2005  | Admirals de Norfolk       | LAH        | 66  | 7                | 18               | 25               | 110              | 5                | 1 | 3                    | 4                    | 2                    |                      |                      |
| 2005-2006  | Admirals de Norfolk       | LAH        | 61  | 7                | 28               | 35               | 67               | 4                | 1 | 2                    | 3                    | 6                    |                      |                      |
| 2005-2006  | Blackhawks de Chicago     | LNH        | 19  | 2                | 5                | 7                | 36               | -                | - | -                    | -                    | -                    |                      |                      |
| 2006-2007  | Admirals de Norfolk       | LAH        | 10  | 0                | 6                | 6                | 8                | -                | - | -                    | -                    | -                    |                      |                      |
| 2006-2007  | Blackhawks de Chicago     | LNH        | 50  | 2                | 8                | 10               | 39               | -                | - | -                    | -                    | -                    |                      |                      |
| 2007-2008  | Blackhawks de Chicago     | LNH        | 68  | 7                | 19               | 26               | 103              | -                | - | -                    | -                    | -                    |                      |                      |
| 2008-2009  | IceHogs de Rockford       | LAH        | 2   | 3                | 1                | 4                | 0                | -                | - | -                    | -                    | -                    |                      |                      |
| 2008-2009  | Blackhawks de Chicago     | LNH        | 31  | 2                | 11               | 13               | 14               | -                | - | -                    | -                    | -                    |                      |                      |
| 2008-2009  | Ducks d'Anaheim           | LNH        | 17  | 1                | 10               | 11               | 16               | 12               | 1 | 2                    | 3                    | 10                   |                      |                      |
| 2009-2010  | Ducks d'Anaheim           | LNH        | 69  | 3                | 27               | 30               | 56               | -                | - | -                    | -                    | -                    |                      |                      |
| 2010-2011  | Islanders de New York     | LNH        | 32  | 3                | 18               | 21               | 18               | -                | - | -                    | -                    | -                    |                      |                      |
| 2010-2011  | Canadiens de Montréal     | LNH        | 43  | 7                | 23               | 30               | 20               | 6                | 0 | 2                    | 2                    | 7                    |                      |                      |
| 2011-2012  | Blue Jackets de Columbus  | LNH        | 48  | 6                | 21               | 27               | 37               | -                | - | -                    | -                    | -                    |                      |                      |
| 2012-2013  | Blue Jackets de Columbus  | LNH        | 30  | 5                | 9                | 14               | 15               | -                | - | -                    | -                    | -                    |                      |                      |
| 2013-2014  | Blue Jackets de Columbus  | LNH        | 75  | 7                | 44               | 51               | 61               | 6                | 0 | 2                    | 2                    | 10                   |                      |                      |
| 2014-2015  | Blue Jackets de Columbus  | LNH        | 56  | 8                | 21               | 29               | 34               | -                | - | -                    | -                    | -                    |                      |                      |
| 2014-2015  | Ducks d'Anaheim           | LNH        | 13  | 0                | 5                | 5                | 10               | -                | - | -                    | -                    | -                    |                      |                      |
| 2015-2016  | Hurricanes de la Caroline | LNH        | 1   | 0                | 0                | 0                | 0                | -                | - | -                    | -                    | -                    |                      |                      |
| 2016-2017  | Admiral Vladivostok       | KHL        | 16  | 1                | 3                | 4                | 39               | -                | - | -                    | -                    | -                    |                      |                      |
| 2016-2017  | Wolves de Chicago         | LAH        | 21  | 4                | 7                | 11               | 30               | 5                | 0 | 2                    | 2                    | 0                    |                      |                      |
| 2017-2018  | EC Kassel Huskies         | DEL2       | 33  | 9                | 35               | 44               | 28               | -                | - | -                    | -                    | -                    |                      |                      |
| Totaux LNH | Totaux LNH                | Totaux LNH | 552 | 53               | 221              | 274              | 459              | 24               | 1 | 6                    | 7                    | 27                   |                      |                      |

### En équipe nationale

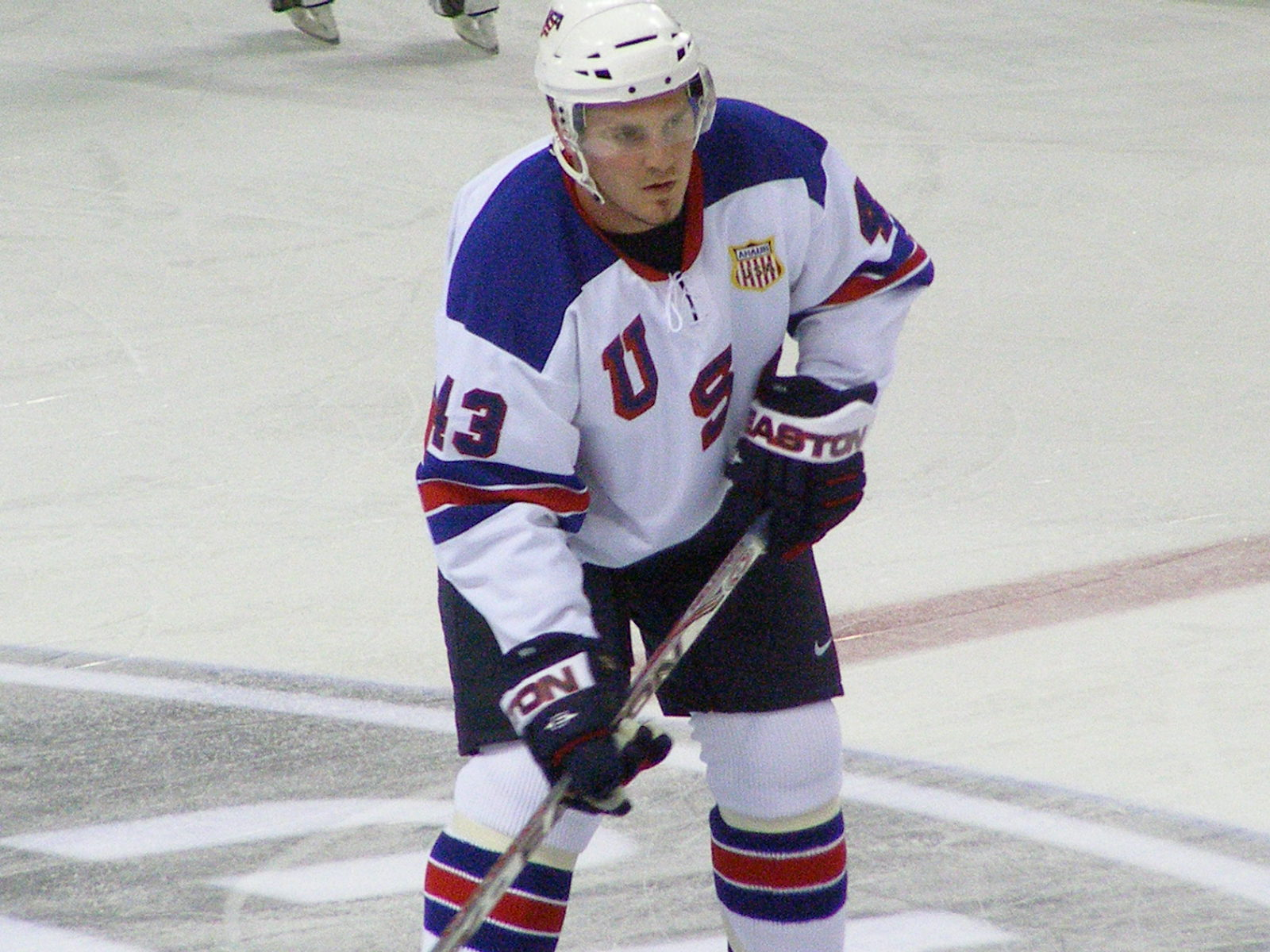
Wisniewski lors du championnat du monde 2008

| Année | Équipe         | Compétition                  |   | PJ | B | A | Pts | Pun           |  | Résultat |
| 2002  | États-Unis U18 | Championnat du monde -18 ans | 3 | 1  | 2 | 3 | 6   | Médaille d'or |  |          |
| 2003  | États-Unis U20 | Championnat du monde junior  | 7 | 0  | 4 | 4 | 6   | 4e place      |  |          |
| 2004  | États-Unis U20 | Championnat du monde junior  | 6 | 2  | 3 | 5 | 4   | Médaille d'or |  |          |
| 2008  | États-Unis     | Championnat du monde         | 6 | 1  | 2 | 3 | 6   | 6e place      |  |          |
| 2018  | États-Unis     | Jeux olympiques              | 5 | 1  | 1 | 2 | 2   | 7e place      |  |          |